# かんさい珍版・瓦版
『かんさい珍版・瓦版』（かんさいちんばん・かわらばん）は、1976年7月1日から1978年11月30日まで毎日放送（MBSテレビ）で放送された情報バラエティ番組である。大阪ガスの一社提供。放送時間は毎週木曜 19:00 - 19:30 (JST) 。
この項目では、1978年12月7日から1981年6月25日まで同局で放送されたリニューアル版番組『新・かんさい珍版・瓦版』についても触れる。

## 概要

### かんさい珍版・瓦版
毎回近畿一円から拾った珍しい話題や愉快な人物を紹介していた関西ローカルのトピックショーである。司会は、浜村淳と末広真樹子が務めていた。他にも桂春蝶、桂朝丸（後の桂ざこば）、笑福亭鶴瓶などがリポーターとして出演していた。　

### 新・かんさい珍版・瓦版
上記『かんさい珍版・瓦版』のリニューアル版で、放送時間も同じく毎週木曜 19:00 - 19:30だった。この番組では浜村淳が「何でも情報オフィス」編集長役を務め、笑福亭鶴瓶、馬場章夫、佐々木美絵（当時毎日放送アナウンサー）ら当時のMBSラジオの人気パーソナリティたちがリポーターを務めていた。
| 毎日放送 木曜19時台前半 （大阪ガス一社提供のローカルセールス枠） | 毎日放送 木曜19時台前半 （大阪ガス一社提供のローカルセールス枠）      | 毎日放送 木曜19時台前半 （大阪ガス一社提供のローカルセールス枠） |
| 前番組                                                           | 番組名                                                                | 次番組                                                           |
| ---------------------------------------------------------------- | --------------------------------------------------------------------- | ---------------------------------------------------------------- |
| こんばんは仁鶴です                                               | かんさい珍版・瓦版 ↓ 新・かんさい珍版・瓦版 （1976年7月 - 1981年6月） | シェフにおまかせ!                                                |